# La Puebla del Río
La Puebla del Río è un comune spagnolo di 11 995 abitanti (anno 2016), situato nella comunità autonoma dell'Andalusia. Si trova a 15 km a sud della capitale regionale Siviglia, in una regione fertile e operosa detta Aljarafe. Il centro abitato si compone di edifici bassi che difficilmente raggiungono i tre piani, molto attivo, con presenza di locali commerciali di gran varietà, strade e piccole piazze sono punteggiate da alberi bassi. Il territorio municipale è molto vasto e complesso, e comprende zone agricole e zone di grande interesse naturalistico di vegetazione e fauna. Il suo nome parla chiaramente dell'importanza del fiume ("rio" in spagnolo) sulle cui sponde si estende il centro abitato.

## Geografia fisica
Il territorio de La Puebla del Rio è ampio e vario. Il centro abitato e la campagna circostante comprendono un alternarsi di zone sopraelevate e zone pianeggianti. Le principali coltivazioni sono: riso, arance, mais, cotone, girasole, grano. Il maestuoso Guadalquivir è il principale corso d'acqua che attraversa il territorio municipale, ma certo non l'unico. La campagna è attraversata da numerosissimi canali e fiumi tra i cuali il Brazo de La Torre, un antico letto dello stesso Guadalquivir. La parte meridionale del territorio giunge fino al Parque Natural de Doñana in un susseguirsi di lagune e campi di riso, un ambiente umido durante gran parte dell'anno, che attrae grandi quantità di uccelli migratori. A est del centro abitato troviamo una area sabbiosa di basse colline verdeggianti, denominata Monte Gurugú. La parte più antica del centro abitato si trova su un rilievo che forma un balcone sul Guadalquivir, ma il paese si estende poi in pianura lungo la strada Sevilla-Isla Mayor, e lateralmente fino a toccare i campi. . Le strade sono punteggiate da bassi alberi di arance amare e palme; nelle zone verdi troviamo pochi esemplari di alberi di maggior altura, quali gelso, eucalipto, carrubo, ficus.

## Storia
Nel 1996 il territorio comunale venne suddiviso e parte di esso divenne del nuovo comune di Isla Mayor

## La vita nel paese

### Lavoro
Le attività lavorative sono in gran parte incentrate sull'agricoltura e l'allevamento di animali, ma il paese fornisce anche quasi tutti i servizi necessari per la vita di ogni giorno, con tre supermercati e numerose attività commerciali piccole e medie, da notare l'artigianato del cuoio.

### Feste
Le occasioni di festa nel paese sono numerose e vissute con passione e allegria dalla popolazione. Il calendario comprende occasioni religiose e laiche, la maggiore delle quali è la gran festa del Corpus Cristi in giugno, quando la processione viene seguita da una intera settimana di concerti notturni, con luna park e innumerevoli bar allestiti all'aria aperta dove famiglie e associazioni possono ricevere i loro ospiti.
Altre processioni avvengono in onore del patrono San Sebastian in gennaio, durante La Semana Santa che precede la Pasqua, in onore della Vergine del Melograno e altre ancora. In queste occasioni il paese viene decorato con drappi sui balconi, rosmarino e fiori sul selciato, che lasciano il profumo per diversi giorni a seguire.
La sfilata dei carri dei Re Magi la notte del 5 gennaio riempie le strade di gente fino a tarda notte, così come la sfilata dei carri allegorici a Carnevale. La partenza e il passaggio dei festosi e variopinti pellegrini che vanno a el Rocío nel mese di Maggio è uno spettacolo di folclore, con canti e musiche tradizionali, e una infinita carovana di carri e case mobili tirati da cavalli, buoi, potenti 4x4 e trattori agricoli.

### Bambini
La presenza infantile è alta. Tre sono le scuole materne + elementari nel centro abitato de La Puebla del Rio, e l'educazione segue poi nell Istituto Superiore,